# Tabou Combo
Tabou Combo est un groupe de musique haïtienne, fondé en 1968.
Cet orchestre a donné des concerts à travers le monde (Amérique du Nord, Afrique et Europe) et en particulier dans les Caraïbes. Les musiciens de Tabou Combo se proclament « ambassadeurs du compas », rythme typique d'Haïti qui se chante en anglais, en français, en espagnol, en créole haïtien.

## Histoire
L'histoire du groupe commence en 1968 dans une petite église d'Haïti où deux musiciens, Albert Chancy Jr et Herman Nau, donnent leur premier concert. Très rapidement, ils montent une formation qu'ils baptisent Los Incognitos de Pétion-Ville et enchaînent les concerts. En moins de 2 ans le groupe acquiert une telle popularité qu'en 1969 Radio Haïti lui décerne le prix de Meilleur groupe musical de l'année. L'année suivante, tout le groupe part s'installer à Brooklyn et en décembre 1970, les musiciens donnent leur premier bal sous le nom de Tabou Combo à New York. C'est le début de leur carrière internationale.

## Caractéristiques
La musique de Tabou Combo est essentiellement faite pour danser. C'est un mélange de méringue d'Haiti, de rara, avec une dominante de compas.

## Membres
Tabou Combo comptait dans ses rangs une pléiade de jeunes musiciens comme Jean-Claude Jean au gong puis à la guitare ; Michelot Benjamin comme chanteur ; Bob Sampeur au tambour ; Aliscar William à la deuxième guitare ; Raynold Duverglas à l'accordéon ; Jean-Bernard Dorga à la basse. Les deux cofondateurs, Herman Nau et Albert Chancy, étaient respectivement à la batterie et à la première guitare. Après plus de 52 ans au premier rang de la bande comme lead vocal, Roger M. Eugène dit Shoubou à depuis 2022 Patrick Noël a.k.a Papito à ses côtéss.
- Albert Chancy Jr (1968-1969) : leader / guitare
- Jean-Claude Jean (1968-) : guitare rythmique
- Adolphe Chancy (1968-1988) : leader / basse
- Paul Gonel (1968-) : accordéon
- Fritz Coulanges (1968-) : violon
- Serge Guerrier (1968-) : chant
- Herman Nau (1968-1998) : batterie / chant
- Yves Joseph Fanfan (1968-) : percussions / chant
- Yvon Kapi André (1968-) : percussions / chant
- Roger Marie Eugène Shoubou (1968-): chant solo
- André Dadou Pasquet (1970-1976) : guitare solo
- Yvon Cine (1973-2020) (†)[3] : basse / chant
- Guerry Legagneur (1971-) : accordéon
- Pierre André Cine (1975-) : guitare / percussions
- Élysée Pyronneau (1976-) : guitare solo / claviers
- John Campagna (1978-) : saxophone alto
- James Kelly (1978-1981) : saxophone ténor
- Glenn Ferris (1978-1980) : trombone
- Andrew Washington (1980-) : trombone
- Paul F. Henegan (1981-1987) : saxophone
- Charlie Miller (1981-1983) : trompette
- Joe Mosello (1983-1987) : trompette
- Reynald Rey Valme (1987-) : congas
- Ernst Marcelin (1987-1990) : claviers
- Ned Gold (1987-1995) : saxophone ténor
- Gary Resil (1988-1995) : guitare rythmique
- Yves Albert Abel (1988-) : basse
- Ken Watters (1989-) : trompette
- Daniel Dany Pierre (1994-2002) : claviers / chant
- Ralph Conde (1995-) : guitare solo
- André Atkins (1997-) : trombone
- Robenson Jean-Baptiste (2006-) : batterie
- Dener Ceide : guitare solo (membre fondateur de Zafem)
- Curtis Eby : trompette
- Darren Barrett : trompette

## Discographie
- Konpa to the world, Aztec Music, 2011
- Mizik Factory, 2009
- Fiesta Caribena / Caribbean Fete, 2005
- 35th Anniversary, 2003
- Préjugé, Hibiscus Records, 2001
- Happy birthday, M10, 2000
- Sans Limites, Sonodisc, 2000
- Super Stars, 2000
- Over drive, Hibiscus Records, 1998
- New York City, 1998
- References, Hibiscus Records, 1996
- Ya patia, Sonodisc, 1996
- Tabou Combo de Petion Ville (8th sacrement), Sonodisc, 1989
- Haiti, 1989
- Partage, 1982
- Et alors, Hibiscus Records, 1981
- Voyé monté, Hibiscus Records, 1979
- The music machine, Sonodisc, 1978
- Incomparable, 1968

### Albums studio
- Taboulogy, Créon Music, 2005
- Unity, Hibiscus Records, 1994
- Rasanble, 1994
- Go Tabou go, Sonodisc, 1992
- Zap zap, Sonodisc, 1991
- Gozalo, 1990
- Aux Antilles..., Sonodisc, 1989
- Quitem Fe Zafem , Sonodisc, 1987
- Allo allo, Tabou Combo Records And Tapes, Chancy Records & Tapes, 1984
- Jo jo nan carnaval, Sonodisc, 1983
- Bolero jouk li jou, Sonodisc, 1981
- Baissez-bas, Tabou Combo Records And Tapes, 1980
- L'an 10, Edenways, 1977
- Indestructible, 1976
- The Masters, Barclays, 1975
- 8th Sacrement, 1974
- Respect, Sonodisc, 1973
- A la canne a sucre, Sonodisc, 1972

### Albums en public
- Live au Zenith 98, Sonodisc, 1998
- Live in Zenith (Les plus grands succès), Sonodisc, 1989

### Compilations
- Le Meilleur De Tabou Combo, 2003
- Les Grands Succès de Tabou Combo, 2003
- Best of Tabou Combo, Mélodie, 1995
- Tabou Combo / vol.1 (Bese ba), Sonodisc, 1992
- Tabou Combo / vol.2 (Et alors), Sonodisc, 1992
- Tabou Combo / vol.3 (Se konsa se konsa), Sonodisc, 1992
- Tabou Combo / vol.4 (Bolero), Sonodisc, 1992
- Tabou Combo / vol.5 (Anbisyon), Sonodisc, 1992

### Singles
- Inflacion, 1975

## Médiagraphie
- 1985 : Maurice Pialat choisit des titres de Tabou Combo pour la musique de son film Police[réf. nécessaire].
- 1986 : Colé est repris par Orchestre Juan Minaya[4] qui apparaît dans le film The Five Heartbeats (en) (1991)
- 1988 : La chanson Mabouya apparaît dans le film L'Emprise des ténèbres[5]
- 1989 : Tabou Combo apparaît sur la compilation Kombit, réalisée par le cinéaste Jonathan Demme (A&M).
- 1991 : Apparaît[Qui ?] dans une scène du film Un étrange rendez-vous  de Jonathan Wacks avec Ethan Hawke[réf. nécessaire].
- 2002 : Santana reprend la chanson Mabouya sous le titre Foo Foo dans l'album Shaman[6].